# Иван Иванов (генерал, артилерия)
Вижте пояснителната страница за други личности с името Иван Иванов.
Иван Генчев Иванов е български офицер, генерал-майор от артилерията и военен инженер, офицер ординарец в 9-и артилерийски полк през Първата световна война (1915 – 1918), служил в отделение „Доставки“ (1942 – 1943) и във Военната фабрика в Сопот (1943 – 1944) през Втората световна война (1941 – 1945).

## Биография
Иван Иванов е роден на 20 март 1897 г. в Нова Загора, Княжество България. По време на Първата световна война (1915 – 1918) на 5 октомври 1916 г. е произведен в чин подпоручик и назначен за офицер ординарец в 9-и артилерийски полк, за която служба съгласно заповед № 355 от 1921 г. по Министерството на войната е награден с Орден „Св. Александър“ V степен с мечове в средата. На 30 май 1918 г. е произведен в чин поручик.
На 30 януари 1932 е произведен в чин капитан, през 1928 г. е назначен на служба във 2-ро артилерийско отделение, а през 1929 г. в Артилерийската инспекция. През 1930 г. постъпва във Висшето техническо училище в Берлин, от 1932 г. е на служба във Военното училище, а от 1933 г. е военен инженер. През 1934 г. е назначен на служба във Държавната военна фабрика (ДВФ), като на 26 август същата година е произведен в чин майор. През 1935 г. е назначен на служба в Щаба на войската, същата година отново е на служба в ДВФ.
На 6 май 1937 г. е произведен в чин подполковник, а от 6 май 1940 г. е полковник. По време на Втората световна война (1941 – 1945) първоначално е на службата си в ДВФ, след което от 1942 г. е на служба в отделение „Доставки“, след което от 1943 г. е на служба във Военната фабрика в Сопот. На 6 май 1944 г. е произведен в чин генерал-майор. По-късно същата година е уволнен от служба.

## Семейство
Генерал-майор Иван Иванов е женен и има 2 деца.

## Военни звания
- Подпоручик (5 октомври 1916)
- Поручик (30 май 1918)
- Капитан (30 януари 1923)
- Майор (26 август 1934)
- Подполковник (6 май 1937)
- Полковник (6 май 1940)
- Генерал-майор (6 май 1944)

## Награди
- Орден „Св. Александър“ V степен с мечове в средата (1921)